# Obertaufkirchen

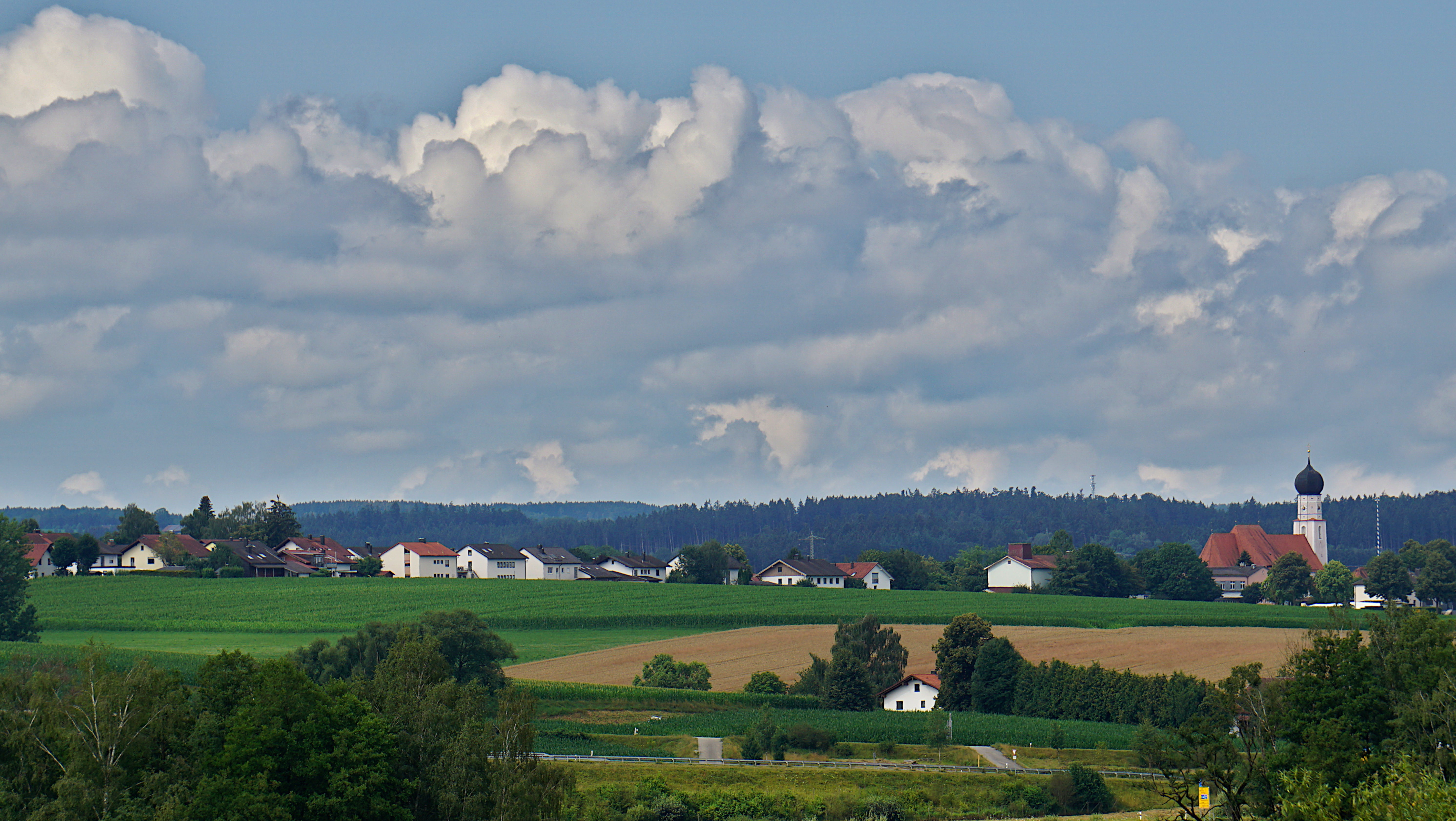
Obertaufkirchen von Walkersaich aus gesehen

Obertaufkirchen ist eine Gemeinde im oberbayerischen Landkreis Mühldorf am Inn.

## Geografie

### Geografische Lage
Obertaufkirchen liegt in der Region Südostoberbayern und liegt teils im Isental. Das Gemeindegebiet wird von drei Tälern durchzogen: dem Rimbachtal, dem Ornautal mit dem seit den 1960er Jahren regulierten Ornaubach und dem Kagental mit dem Kagenbach.

### Gemeindegliederung
Es gibt 82 Gemeindeteile:
- Aign
- Angermühle
- Annabrunn
- Bogenberg
- Brandstätt
- Breitenau
- Brunn
- Deutenheim
- Distlberg
- Dornmühle
- Ebering
- Etz
- Forsthub
- Frauenornau
- Friedlrimbach
- Gaßlhub
- Grüngiebing
- Grünwald
- Haindlschuster
- Haslberg
- Hiller
- Hillermaurer
- Hirschstätt
- Hitzling
- Hofgiebing
- Hohenpoint
- Hohenthann
- Höllhof
- Holzen
- Holzland
- Hütt
- Karwies
- Kielöd
- Kirchkagen
- Lacken
- Lentfelden
- Linden
- Mais
- Manhartsberg
- Marx am Holz
- Mesmering
- Mimmelheim
- Mitterrimbach
- Neuhausen
- Niederham
- Niedermühle
- Oberbergham
- Oberöd
- Oberornau
- Oberrimbach
- Oberschwarzenbach
- Obertaufkirchen
- Oberthalham
- Oberweinberg
- Oed
- Paunzenhofen
- Pfaffenkirchen
- Rabeneck
- Rampoldsheim
- Ratzenberg
- Reinthal
- Reuth
- Rimbachau
- Rundum
- Schwarzenbach
- Steinkirchen
- Stelln
- Stierberg
- Stift
- Stockenreit
- Stockweb
- Straß
- Thalham
- Unteröd
- Vogldorn
- Weiher
- Weinberg
- Weitermühle
- Wendenheim
- Wies
- Wiesreit
- Winharting

Nicht amtlich benannt sind unter anderem:
- Kasten

Es gibt die Gemarkungen Oberornau und Obertaufkirchen.
Der Gemeindeteil Rimbachau entstand erst in den 1970er Jahren als Feriensiedlung. Er ist bebaut mit sogenannten Schwedenhäusern (Holzbauweise und Spitzdach bis zum Boden). Vor dieser Zeit war es die Au von Rimbach ohne Namen und Bebauung.

## Geschichte

### Bis zur Gemeindegründung
Um das Jahr 790 scheint die Gegend um Obertaufkirchen zum ersten Mal in den schriftlichen Quellen auf. Das Erzbistum Salzburg nennt in den Breves Notitiae an der Ornau drei Kirchen mit sieben Höfen sein Eigen, ohne allerdings konkrete Ortsnamen anzuführen. Die neubarocke katholische Pfarrkirche St. Martin und St. Maria Magdalena hat einen romanischen und gotischen Kern. Obertaufkirchen gehörte zum Rentamt Landshut und zum Landgericht Neumarkt des Kurfürstentums Bayern. Mittels der Obmannschaft Obertaufkirchen übte das Erzstift Salzburg bis zu seiner Aufhebung im Jahr 1803 die niedere Gerichtsbarkeit über seine hiesigen Untertanen aus. Im wenige Meter nordöstlich gelegenen Weiler Hohenthann war ein wohl einmal eindrucksvolles Schloss, wie ein Stich Michael Wenings von 1710 zeigt. Es war aber bereits damals nach einem Brand eine Ruine.

### Ab dem 19. Jahrhundert
Im Zuge der Verwaltungsreformen im Königreich Bayern entstanden mit dem Gemeindeedikt von 1818 die Gemeinden Obertaufkirchen und Oberornau. 1838 kamen diese und weitere Gemeinden zum neu gebildeten Landgericht Haag. 1879 erreichten die drei Gemeinden Obertaufkirchen, Schwindegg und Schwindkirchen, vom Landgericht Haag wieder zum Landgericht Mühldorf zurückgegliedert zu werden, während Oberornau beim Landgericht Haag bzw. Landgericht Wasserburg verblieb.
In Thalham befand sich gegen Ende des Zweiten Weltkriegs ein Unterkommando des KZ-Außenlagerkomplex Mühldorf direkt an der Bahnstrecke München–Simbach. Das Lager wurde erstmals Ende Januar 1945 amtlich erwähnt. Die knapp 200 männlichen KZ-Häftlinge wurden für Zwangsarbeit in der nahegelegenen Kiesgrube herangezogen. Das sogenannte „Judenlager“ bestand aus 22 Baracken und war vermutlich der Gestapo unterstellt. Diese verwaltete in Thalham außerdem ein so genanntes „Arbeitserziehungslager“, auch „Anhalterlager“ genannt, sowie ein Lager für italienische Zwangsarbeiter. Die Lager wurden nach Kriegsende vollständig abgerissen.
In den 1960er Jahren ließen sich kleinere Gewerbebetriebe insbesondere in Obertaufkirchen und ein größerer Metallbetrieb in Steinkirchen nieder.

### Eingemeindungen
Durch die Gebietsreform in Bayern wurde 1972 die Gemeinde Oberornau mit der Gemeinde Obertaufkirchen vereinigt und kam damit zurück in den Landkreis Mühldorf. In den Jahren 1978 bis 1993 bildete die Gemeinde Obertaufkirchen mit der Gemeinde Schwindegg die Verwaltungsgemeinschaft Schwindegg mit Sitz in Schwindegg. Durch Beschluss des Landtags erlangte die Gemeinde Obertaufkirchen zum 1. Januar 1994 ihre verwaltungsorganisatorische Eigenständigkeit wieder.

### Einwohnerentwicklung
Zwischen 1988 und 2018 wuchs die Gemeinde von 1759 auf 2591 um 832 Einwohner bzw. um 47,3 %.
| Jahr      | 1961  | 1970  | 1987  | 1991  | 1995  | 2000  | 2005  | 2010  | 2015  |
| --------- | ----- | ----- | ----- | ----- | ----- | ----- | ----- | ----- | ----- |
| Einwohner | 1.637 | 1.682 | 1.722 | 2.016 | 2.220 | 2.329 | 2.403 | 2.427 | 2.555 |

## Politik

### Gemeinderat
Die Gemeinderatswahl 2020 ergab folgende Stimmenanteile und Sitzverteilung:
| Partei/Liste                | %    | Sitze |
| --------------------------- | ---- | ----- |
| CSU                         | 23,8 | 3     |
| Heimattreue Obertaufkirchen | 33,4 | 5     |
| Einigkeit Oberornau         | 27,1 | 4     |
| Freie Bürger                | 15,7 | 2     |

### Bürgermeister
Amtierender Bürgermeister ist Franz Ehgartner (Heimattreue). Vorherige Bürgermeister: Rudolf Hartinger Obertaufkirchen; Sebastian Bauer Obertaufkirchen Mesmering.

### Wappen
| Wappen von Obertaufkirchen | Blasonierung: „Unter Schildhaupt mit zwei Reihen Wolkenpfahlfeh in Blau und Silber, in Silber ein blauer Wellenbalken, überdeckt von einem roten Taufstein.“ |
| Wappen von Obertaufkirchen | Wappenführung seit 1981 |

## Kirchen

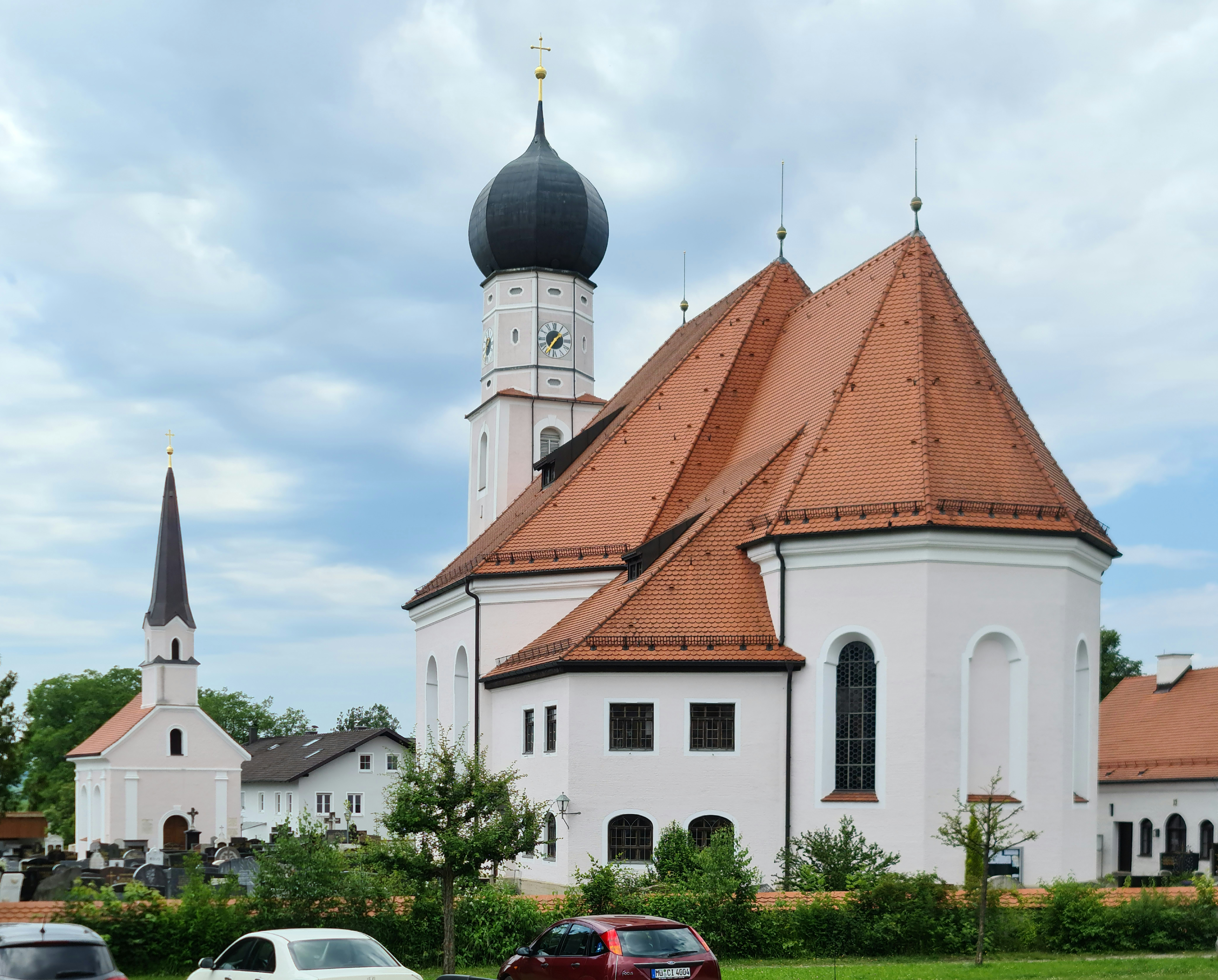
St. Martin und St. Maria Magdalena

Die Pfarrkirche Obertaufkirchen ist dem Heiligen Martin und der Heiligen Magdalena geweiht.
Das große Gotteshaus vereinigt eine bemerkenswerte Menge verschiedener Stile. Sogar vom ersten Steinbau im Stil der Romanik, entstanden um 1150, sind sichtbare Partien (z. B. Portal) erhalten, ebenso vom spätgotischen Nachfolger, der ab 1450 in Gestalt kam. Die Barockisierung, Rokoko-Gestaltung folgte um 1777. 1910–1911 kam es per Neubau zu einer Vergrößerung im Bereich des vorderen Langhauses und des Chors, die im neubarocken Stil zur Ausführung gelangte.
Die Filialkirche Frauenornau ist der Heiligen Maria (Mariä Heimsuchung) geweiht.
Sie war schon zu sehr früher Zeit eine beliebte Wallfahrtskirche. Es ist ein spätgotischer Bau mit einer eindrucksvollen Rokokoausstattung von 1774.
Die Filialkirche Annabrunn ist der Heiligen Anna geweiht.
Die Edle Frau von Fugger, Besitzerin von Schloss Schwindeck, ließ dieses Baudenkmal erstmals als Kapelle anno 1686 erstellen, um den Wallfahrern, die das Annabrünnlein besuchten, die Möglichkeit einer geistigen Einkehr zu geben. Bereits ein Jahr später wurde die Kapelle erweitert.
Die Filialkirche Kirchkagen ist dem Heiligen Petrus geweiht.
Auch diese spätgotische Kirche im Weiler Kirchkagen ist sehenswert.

## Wirtschaft und Infrastruktur

### Wirtschaft einschließlich Land- und Forstwirtschaft
Am Arbeitsort gab es 1998 im Bereich der Land- und Forstwirtschaft 38 sozialversicherungspflichtig Beschäftigte, im produzierenden Gewerbe waren es 336 Personen und im Bereich Handel und Verkehr 42 Personen. In sonstigen Wirtschaftsbereichen waren am Arbeitsort 87 Personen sozialversicherungspflichtig beschäftigt. 2017 gab es im Bereich der Land- und Forstwirtschaft 22 sozialversicherungspflichtig Beschäftigte, im produzierenden Gewerbe waren es 266 Personen und im Bereich Handel, Verkehr und Dienstleistung 183 Personen.
Sozialversicherungspflichtig Beschäftigte am Wohnort gab es 1998 insgesamt 696, im Jahr 2017 1087. Im verarbeitenden Gewerbe (sowie Bergbau und Gewinnung von Steinen und Erden) gab es zwei Betriebe, im Bauhauptgewerbe sechs Betriebe. Zudem bestanden im Jahr 1999 126 landwirtschaftliche Betriebe mit einer landwirtschaftlich genutzten Fläche von 2186 ha. Davon waren 1222 ha Ackerfläche und 963 ha Dauergrünfläche. 2016 bestanden 85 landwirtschaftliche Betriebe mit einer landwirtschaftlich genutzten Fläche von 2086 ha.
Im Ortsteil Steinkirchen entstand in den 1970er Jahren ein Zentrum für Metallverarbeitung durch die ortsansässige Firma Grundner Lüftungsbau. Mittlerweile sind aus dieser Firma drei einzelne Betriebe hervorgegangen.

### Verkehr
Einen Kilometer südlich vom Ort Obertaufkirchen verläuft die Bundesautobahn A 94 München-Passau und die Anbindung erfolgt über die Kreisstraße MÜ 22 mit der Anschlussstelle Schwindegg (16). Die A 94 durchschneidet auf einer Länge von 3,8 Kilometer das Gemeindegebiet in Ost-West-Richtung mit Geländeeinschnitten und zwei Großbrücken. Die Verkehrsfreigabe des umstrittenen Trassenabschnittes Pastetten-Heldenstein erfolgte am 1. Oktober 2019.
Die Kreisstraße MÜ 22 stellt eine wichtige regionale Verbindungsstraße in Nord-Süd-Richtung dar.

### Bildung
Es gibt folgende Einrichtungen (Stand: 2016):
- Kindertageseinrichtungen: 99 Plätze mit 97 Kindern
- Grund- sowie Mittel-/Hauptschule (4 Klassen) mit 4 Lehrern und 79 Schülern

## Persönlichkeiten
- Georg Konrad Huber (* 6. Januar 1950), in Obertaufkirchen geborener Politiker und Landrat
- Peter Jaschke (* 1. März 1952), in Obertaufkirchen geborener ehem. Handball-Nationaltorwart
- Franz Feckl (* 17. November 1955), in Obertaufkirchen geborener Koch, mit einem Stern im Guide Michelin ausgezeichnet